# Ocean Shores (Australia)
Ocean Shores – miasto w Australii, w stanie Nowa Południowa Walia, nad Oceanem Spokojnym.